# Дружинин, Иван Александрович
Иван Александрович Дружинин (1832—1889) — начальник Императорского Тульского оружейного завода (1899 г.), генерал-майор.

## Биография
Потомственный дворянин, родился в Санкт-Петербурге, православного вероисповедания. «В службу вступил фейерверкером 4-го класса в Артиллерийское, что ныне Михайловское Артиллерийское Училище 1847 года Сентября 14 дня» (формулировка послужного списка генерал-майора И. А. Дружинина).
7 августа 1851 года из портупей-юнкеров он был произведен в прапорщики с зачислением по полевой пешей артиллерии и оставлен в старшем офицерском классе училища «для продолжения курса наук при оном училище». По окончании Михайловского артиллерийского училища в 1853 году прапорщик И. А. Дружинин был направлен для дальнейшего прохождения службы в лёгкую номера 3-го батарею Лейб-гвардии Конной артиллерии. Продолжал службу в Лейб-гвардии Конной артиллерии до ноября 1858 года. В годы войны 1853—1856 гг. (Крымская война) находился со своей батареей в составе войск, охранявших берега Эстляндии.
В 1858 году был командирован на Сестрорецкий оружейный завод для «изучения оружейного делопроизводства» с назначением адъютантом к генералу от артиллерии барону Н. И. Корфу. В 1862 году поручик И. А. Дружинин был прикомандирован к Тульскому Александровскому кадетскому корпусу на должность помощника инспектора классов. В Тульском Александровском кадетском корпусе (в 1863 году корпус переименован в Тульскую Александровскую военную гимназию) он пробыл до 1865 года и в октябре указанного года «с Высочайшего разрешения прикомандирован к Тульскому Оружейному заводу (ТОЗ) с оставлением по Гвардейской Конной Артиллерии, без производства от казны содержания и с тем, чтобы всё время занятий его на этом заводе считалось ему за действительную службу». Отказ от казённого содержания И. А. Дружинина, скорее всего, был связан с тем, что в связи с упразднением Тульской Александровской военной гимназии в 1865 году ему не нашлось соответствующей должности. В январе 1867 года он был направлен в распоряжение Главного артиллерийского управления. И всё же в мае 1868 года он был зачислен в запасные войска, а через два года уволен в отставку.

«Искренне благодарю Председателя Хозяйственного Комитета полковника Дружинина за его в высшей степени полезную деятельность по хозяйству завода. Ежегодное удешевление стоимости материалов, приобретаемых на дело оружия без малейшего ущерба их качествам, умеренные расходы по всем частям хозяйства, служат лучшим доказательством, что полковник Дружинин вложил душу в дело».
— Приказ по ТОЗ № 292 от 18 октября 1876 г. 
 Государственный архив Тульской области. 
 Фонд № 187, опись № 1, дело № 9744 «Книга приказов, отдаваемых по Императорскому Тульскому Оружейному Заводу на 1876 год»
Позже в 1889 году начальник завода генерал-майор В. Н. Бестужев-Рюмин, также покидая завод, лично рекомендовал И. А. Дружинина на пост начальника Императорского Тульского оружейного завода. Редкий случай, когда И. А. Дружинин был поставлен не «исправляющим должность», а сразу начальником завода 16 января 1889 года. Его ждала хорошая карьера. Завод уже готовился к выпуску знаменитых трёхлинейных винтовок С. И. Мосина, который служил на ТОЗе.
Но, произошло невероятное и неожиданное событие. Генерал-майор И. А. Дружинин скоропостижно скончался в ноябре 1889 года, не поруководив заводом даже года. Он не дожил всего один день до очередного дня рождения. 3 ноября 1889 года в последнем приказе по заводу он объявил о том, что заболел гриппом и отдал своё последнее распоряжение: «…начальствование вверенным мне заводом, впредь до моего выздоровления, поручаю помощнику моему, полковнику Куну». А уже 7 ноября этого же года (всего через четыре дня) полковник А. В. Кун издал следующий приказ:

«9-го сего Ноября, в 11 часов утра имеет место быть вынос тела умершего начальника Императорскаго Тульскаго Оружейнаго Завода Генерал-Майора Дружинина из квартиры его в заводскую церковь».
— Приказ по ИТОЗ № 312 от 7 ноября 1889 г. 
 Государственный архив Тульской области. 
 Фонд № 187, опись № 1, дело № 9759 «Книга приказов, отдаваемых по Императорскому Тульскому Оружейному Заводу на 1889 год»
И. А. Дружинин был похоронен возле кладбищенской церкви села Зайцево под Тулой. Высочайшим приказом, последовавшим 11 ноября 1889 года, он был исключён из списков умершим.

## Семья
И. А. Дружинин был «женат первым браком на дочери отставного поручика девице Екатерине Васильевой». Брак Ивана Александровича и Екатерины Васильевны был расторгнут решением Тульского епархиального начальства и это решение было утверждено Святейшим Правительствующим Синодом в 1877 году «за нарушением первым супружеской верности, без права ему Господину Дружинину вступать в новый брак».
У И. А. Дружинина было двое детей: дочь Софья (род. 23 ноября 1861) и сын Константин (род. 8 марта 1863 г.). Константин окончил Пажеский корпус и Николаевскую академию Генерального штаба. Наряду с российскими наградами он был удостоен и офицерского креста ордена Почётного Легиона (Франция).

## Награды
- Знак отличия за окончание курса наук в бывшем старшем офицерском классе Михайловского артиллерийского училища, 1853 г.
- Орден Святого Станислава 3-й ст., 1861 г.
- 385 рублей единовременно, 1864 г.
- Добавочное содержание в количестве 750 рублей по званию члена комитета по переустройству Тульского оружейного завода, по 1875 г.
- 1200 рублей единовременно
- Орден Святого Владимира 4-й ст.,1876 г.
- Орден Святого Станислава 2-й ст., 1879 г.
- Орден Святой Анны 2-й ст., 1882 г.
- Орден Святого Владимира 3-й ст., 1884 г.
- Медаль «В память войны 1853—1856»
- Болгарский Орден Святого Александра 3-й ст.

## Производство в чинах
- Прапорщик армейский, 1851 г.
- Подпоручик, 1853 г.
- Прапорщик гвардейский, февраль 1854 г.
- Подпоручик, август 1854 г.
- Поручик, 1858 г.
- Штабс-капитан, 1862 г.
- Капитан, 1863 г.
- Полковник, 1868 г.
- Генерал-майор, 1887 г.